# Ignac Kristijanović
Ignac Kristijanović (Kriztianovich) (Zagreb, 31. srpnja 1796. – Zagreb, 16. svibnja 1884.) hrvatski književnik, rimokatolički svećenik, biskup i prevoditelj. Jedan od najvažnijih osoba hrvatske književnosti na kajkavskom književnom jeziku u 19. stoljeću.

## Životopis
Rođen je kao sin zagrebačkog mlinara i pekara Ivan Jurja Kristijana. Otac Ivan mu je imao mlin na Krvavom mostu. Ignacova majka Margareta Posilović je bila po majci polusestra župniku Tomašu Mikloušiću. Mikloušić je utjecao, da se Kristijanović po svršetku Klasične gimnazije 1812. godine, opredjeli za studij bogoslovije u Zagrebu. Ignac je provodio kod Mikloušića svoje školske praznike i tamo mu je ujak govorio o ljubavi prema hrvatskoj domovini i nagovarao ga, da se posveti literaturi, nadajući se tako u vlastitoj krvi naći zamjenika na književnom polju.
Posvetili su ga za svećeničku službu 4. srpnja, 1819. godine. Bio je kapelan u Radoboju, u Krapini i u Zagorskim Selima.
Od 1831. – 1834. godine bio je duhovnik zagrebačkog sjemeništa. Nakon toga je postao župnik u Kapeli u bjelovarskoj županiji. 1852. godine je bio imenovan kanonikom. 1853. – 1855. godine je bio školski nadzornik, 1858. godine čazmanski arhiđakon. Godine 1863. postao je kanonikom lektorom zagrebačkog Kaptola, a 1870. godine odlikovan je čašću naslovnog omiškog biskupa.
Umro je u Zagrebu 16. svibnja 1884. godine.

## Djelovanje
1834. godine je utemeljio kajkavski koledar Danicza zagrebechka (ranije Danica zagrebečka). Prva djela su mu bila Nachin vu vszeh sivlenya dogodyajih, i Blagoréchja za vsze czéloga léta nedélye objavljena (1830.). Preveo je mnoštvo basni starogrčkog pjesnika Ezopa na kajkavsko narječje hrvatskog jezika. Kristijanović je otac kajkavske gramatike, koju je napisao na njemačkom jeziku.
Kristijanović je bio oduševljen književnim i rodoljubnim djelovanjem svog Mikloušića. Osim toga, Mikloušić je važio kao učen čovjek, koji je uživao i veliko povjerenje Maksimilijana Vrhovca. Mikloušić je bio važna osoba u Vrhovčevom planu, da se prevede Sveto pismo na kajkavski književni jezik.
Kristijanović je bio protiv ilirizma zato što je htio njegovati kajkavski književni jezik. Nastavio je Mikloušićevo i Vrhovčevo djelo, da bi preveo kajkavsko Sveto Pismo. Opazio je prevode Biblije na slovenskom jeziku, u prvom redu mu je pomogao Jernej Kopitar. Kristijanović je preveo oko 10-12 knjiga iz Staroga i Novoga zavjeta. 1850. godine Kristijanović se ostavio prevođenja, jer je nova štokavska književna norma potisnula kajkavsku književnu normu u pozadinu.

## Djela
- Nachin vu vszeh sivlenya dogodyajih vszigdar zadovolynomu biti (1826. prijevod iz francuskog jezika)
- Blagorechja za vsze czeloga léta nedélye (1830.)
- Pomochnik betegujuchéh y vumirajuchéh (1832.)
- Grammatik der Kroatischen Mundart (1837.)
- Anhang zur gramatik der kroatischen Mundart (1840.)
- Historia iliti pripovezt Svetoga Pisma Staroga i Novoga Zakona (1842.)
- Kratka pripovedanja za potrebovanje Ladanjskeh Škol (1842.)
- Chtéjenya y evangeliumi na vsze nedelye y szvètke (1842.)
- Ezopusheve baszne (1843.)
- Kratki žitek vseh sveteh apoštolov na duhovnu zabav (1847.)
- Zlati oltar za kerščenike katolike (1848.)
- Svèti Filip, apoštol. Ispis njegvoga živlenja (Danica zagrebečka, 1850.)
- Svèti Šimun, apoštol (Danica zagrebečka, 1850.)
- Svèti Judaš Thaddeuš, apoštol (Danica zagrebečka, 1850.)
- Žitek svèteh mučenikov (1859.)
- Muka Gospona našega Jezuša Kristuša (1873. knjiga je izgubljena)

### Prijevodi
- Réchi mudrozti Shalamona kràlya (Danicza zagrebechka, 1839.)
- Réchi mudrozti Jesusha szina Szirakovoga (Danicza zagrebechka, 1839.)
- Réchi mùdrozti Shalamona kràlya (Danicza zagrebechka, 1840.)
- Réchi mùdrozti Jesusha szina Szirakovoga (Danicza zagrebechka, 1840.)
- Knyiga Tobiasha iz Szvetoga Piszma Ztaroga Zakona na horvatzki jezik preneshena (Danicza zagrebechka, 1845.)
- Knyiga Judithe iz Szvetoga Piszma Ztaroga Zakona na horvatzki jezik preneshena (Danicza zagrebechka, 1846.)
- Tri lizti szvètoga Jànusha apoztola iz Szvetoga Piszma Novoga Zakona na horvatzki jezik prenesheni (Danicza zagrebechka, 1847.)
- Knjiga Ruthe i Jonaša proroka iz Svetoga Pisma Staroga Zakona na horvatski jezik prenešena (Danica zagrebečka, 1848.)
- Knjiga mudrosti iz Svetoga Pisma Staroga Zakona na horvatski jezik prenešena (Stolêtni horvatski kolendar, 1849.)
- Svèti Peter, apoštolski poglavar, i njegovi dva listi (Danica zagrebečka, 1849.)
- Eliaš prorok, harvatske kraljevine zavetnik (Danica zagrebečka, 1849.)
- Svèti Jakop apoštol, imenovam Menjši, i njegov občinski list (Danica zagrebečka, 1850.)
- Svètoga Judaša Thaddeuš občinski list (Danica zagrebečka, 1850.)

### Rukopisni prijevodi
- Knyiga Sholtarov
- Knyiga Prirechjah
- Knyiga Mudrozti
- Knyiga Redovnikaha
- Szvèti Jesusha Kristusha Evangelium
- Djela apostolska (prve strani manjkaju)
- Lízt Szvètoga Pavla Apostola na Rimljane
- Lizt Szvètoga Pavla Apostola na Korintiancze Prvi
- Lizt Szvètoga Pavla Apostola na Korintiancze Drugi (posljednje strani manjkaju)
- Knyiga Jobova (ovaj rukopis je djelo Ivana N. Labaša, od kojega je preuzeo Kristijanović)

## Vanjske poveznice
- Blagoréchja za vsze czeloga léta nedélye: na dve ztrané razdelyena (1830.), books.google.hr
- Grammatik der kroatischen Mundart (1837.) + Anhang zur Grammatik der kroatischen Mundart (1840.), books.google.hr
- Danicza Zagrebechka
  - Dnevnik za prozto leto 1834., digitale-sammlungen.de
  - Dnevnik za prozto leto 1835., digitale-sammlungen.de
  - Dnevnik za preztupno leto 1836., digital.onb.ac.at
  - Dnevnik za prozto leto 1837., digitale-sammlungen.de
  - Dnevnik za prozto leto 1838., digital.onb.ac.at
  - Dnevnik za prozto leto 1840., digital.onb.ac.at
- Ezopusheve Baszne Pohorvatchene po Ignaczu Kriztianovich (1843.), books.google.hr
- Žitek svèteh mučenikov z-trudom i marljivostjum na duhovnu zabav i hasen naroda horvatskoga skupzebran, složen i na světlo van dan (1859.), books.google.hr